# Isao Okano

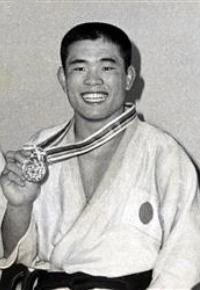
Isao Okano 1964

Isao Okano (jap. 岡野 功, Okano, Isao; * 20. Januar 1944 in Ryūgasaki) ist ein ehemaliger japanischer Judoka. Er war der zweite Judoolympiasieger.

## Karriere
Die olympische Premiere des Judosports fand im Rahmen der Olympischen Spiele 1964 in Tokio statt. Vom 20. Oktober bis zum 23. Oktober wurden Wettbewerbe in drei Gewichtsklassen und in der offenen Klasse ausgetragen. Am 21. Oktober wurde als zweiter Wettbewerb die Entscheidung im Mittelgewicht angeboten, der Gewichtsklasse bis 80 Kilogramm. In der Vorrunde besiegte der etwa 1,70 m große Okano den Portugiesen Fernando Costa Matos und den Venezolaner Jorge Lugo Lugo. Die acht Sieger der Vorrundengruppen trugen dann ein Turnier mit Viertelfinale, Halbfinale und Finale aus. Nakatani besiegte im Viertelfinale den Franzosen Lionel Grossain. Im Halbfinale bezwang er den Südkoreaner Kim Eui-tae. Im Finale gegen den Deutschen Wolfgang Hofmann benötigte Okano 1:36 Minuten zum Olympiasieg.
Bei den Weltmeisterschaften 1965 in Rio de Janeiro besiegte Okano im Finale seinen Landsmann Ken’ichi Yamanaka. 1967 und 1969 siegte Okano bei den alljapanischen Judomeisterschaften in der offenen Klasse, 1968 belegte er den zweiten Platz hinter Takeshi Matsuzuka. Mit seinem Kampfgewicht von etwa 80 Kilogramm war er einer der leichtesten Athleten, die je die alljapanischen Judomeisterschaften in der offenen Klasse gewannen.
1970 beendete Okano seine aktive sportliche Laufbahn und wurde Trainer. Bei den Olympischen Spielen 1976 gehörte er zum japanischen Trainerstab.